# Sessenhausen
Sessenhausen (mundartlich: Sessehouse) ist eine Ortsgemeinde im Westerwaldkreis in Rheinland-Pfalz. Sie gehört der Verbandsgemeinde Selters (Westerwald) an.

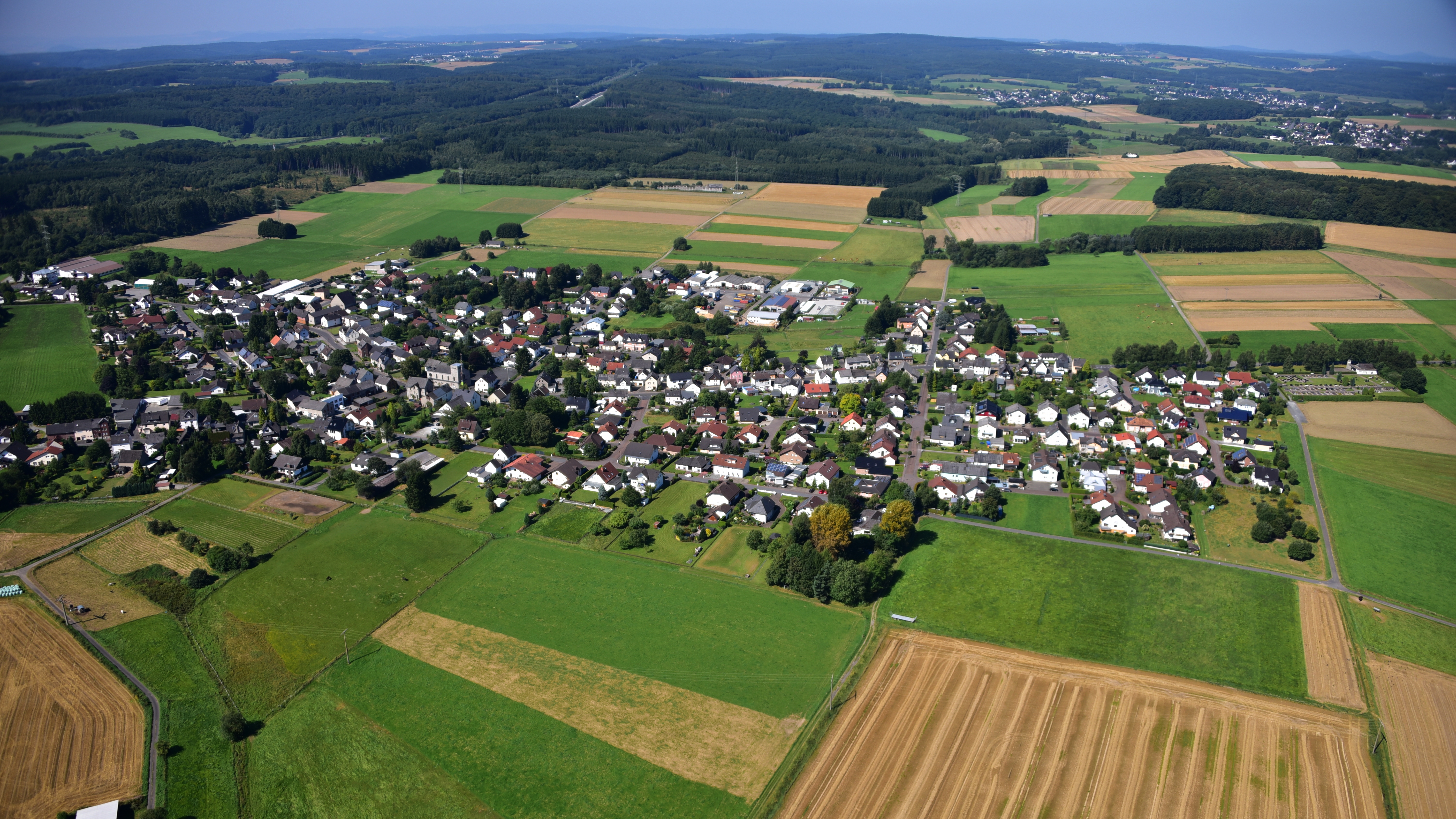
Sessenhausen, Luftaufnahme (2016)

## Geographische Lage
Die ländliche Wohngemeinde Sessenhausen liegt vier Kilometer westlich von Selters und sechs Kilometer östlich von Dierdorf, direkt an der A 3 zwischen Köln und Frankfurt am Main.

## Geschichte
Der Ort wurde erstmals 1227 als Sasinhusin, 1758 als Sassenhusen, später als Sachsenhausen und als Sassenhausen erwähnt.

## Kulturdenkmäler
Siehe Liste der Kulturdenkmäler in Sessenhausen

## Politik

### Gemeinderat
Der Gemeinderat in Sessenhausen besteht aus zwölf Ratsmitgliedern, die bei der Kommunalwahl am 9. Juni 2024 in einer personalisierten Verhältniswahl gewählt wurden, und dem ehrenamtlichen Ortsbürgermeister als Vorsitzendem. Bis 2009 wurden die Ratsmitglieder in einer Mehrheitswahl gewählt.
Die Sitzverteilung im Gemeinderat:
| Wahl | FWG | pro | Gesamt   |
| ---- | --- | --- | -------- |
| 2024 | 7   | 5   | 12 Sitze |
| 2019 | 7   | 5   | 12 Sitze |
| 2014 | 8   | 4   | 12 Sitze |

- FWG = Freie Wählergruppe e. V.
- pro = Wählergruppe „pro Sessenhausen“

### Bürgermeister
Helmut Lamp wurde am 19. Oktober 2020 Ortsbürgermeister von Sessenhausen. Bei der Direktwahl am 27. September 2020 war er mit einem Stimmenanteil von 84,4 % gewählt worden. Auch bei der Direktwahl am 9. Juni 2024 wurde er mit 64,9 Prozent der Stimmen ohne Gegenkandidaten wiedergewählt.
Lamps Vorgänger Werner Eiser hatte das Amt seit 1999 ausgeübt und war zuletzt bei der Direktwahl am 26. Mai 2019 mit 64,35 % der abgegebenen Stimmen bestätigt worden, musste aber aus gesundheitlichen Gründen mit Wirkung zum 31. Dezember 2019 die Aufgabe niederlegen. Die zunächst für den 26. April 2020 angesetzte Neuwahl des Ortsbürgermeisters musste wegen der Corona-Pandemie auf September verschoben werden. Während der Übergangszeit wurde das Amt geschäftsführend durch den Ersten Beigeordneten Manfred Zirfas ausgeübt.

### Wappen
| Wappen von Sessenhausen | Blasonierung: „In Silber zwei rote Balken belegt mit einem schreitenden, blau gekleideten Mann in natürlichen Farben mit schwarzem Hut, silbernem Hutband und schwarzen Schuhen, auf dem Rücken eine offene Kiepe in natürlichen Farben mit blauen Tongefäßen, in der linken Hand einen Wanderstab in natürlichen Farben.“ |
| Wappen von Sessenhausen | Wappenbegründung: Das Ortswappen zeigt einen so genannten „Kitzjesträger“ (Kiepenträger). Die große Kiepe wird als Kitz bezeichnet. Damit trugen die Sessenhäuser in vergangenen Jahrhunderten Tonwaren in die Lande. |

## Verkehr
- Nördlich der Gemeinde verläuft die B 413, die von Bendorf nach Hachenburg führt.
- Die nächste Autobahnanschlussstelle ist Dierdorf an der A 3 Köln–Frankfurt am Main.
- Der Nächstgelegene ICE-Halt ist der Bahnhof Montabaur an der Schnellfahrstrecke Köln–Rhein/Main.

## Kirchweihfest (Kirmes)
Alljährlich findet am dritten Juliwochenende die traditionelle Sessenhäuser Kirmes statt. Diese Veranstaltung machte Sessenhausen in den letzten Jahren im Westerwald und darüber hinaus bekannt. Allein am Freitagabend strömen jedes Jahr über 1000 Besucher auf das Festgelände rund um die Kirche St. Josef.
Sie wird von den sechs Ortsvereinen und der Kirmesgesellschaft veranstaltet. Traditionen wie das Baumstellen, der Festgottesdienst und ein Programm für alle Generationen machen sie zu einer der letzten ihrer Art im Kreis.

## Persönlichkeiten aus Sessenhausen
- Peter Schick (1833–1921), Porträt- und Historienmaler der Düsseldorfer Schule
- Walter Haubrich (1935–2015), Journalist